# Minime sibi quisque notus est
 Minime sibi quisque notus est лат.(изговор: миниме сиби квискве нотус ест) "Свако најмање себе познаје" (Цицерон) .

## Поријекло изреке
Изрекао Марко Тулије Цицерон (лат. Marcus Tullius Cicero); римски државник, књижевник и бесједник у смејени другог у први вијек п. н. е.

## Тумачење
У намјери да схвати људе око себе, с њима живи, човјек  занемарује знање о себи и има комотан однос према себи. Чини му се да је по себи довољно, јер се ради о њему, да се најбоље и познаје. У ствари много би боље познавао друге када би боље познавао себе.